# Никольская (Сокольский район)
Никольская — деревня в Сокольском районе Вологодской области.
Входит в состав Биряковского сельского поселения, с точки зрения административно-территориального деления — в Биряковский сельсовет. Расположена к югу от автодороги А123.
Расстояние по автодороге до районного центра Сокола — 118 км, до центра муниципального образования Бирякова — 18 км. Ближайшие населённые пункты — Борщовка, Большая, Вакориха.
По переписи 2002 года население — 7 человек.

## Достопримечательности
Церковь Николая Чудотворца, что в Нутряном Улусце (объект культурного наследия регионального значения)